# Tour della nazionale maschile di rugby a 15 dell'Australia 1972
La nazionale australiana di rugby a 15 nel 1972 si reca in Nuova Zelanda. È un periodo difficile per i Wallabies, poco prima battuti anche dalla Francia, ed i risultati di questo tour confermano la crisi.
| 19 agosto 1972 | Nuova Zelanda | 29 – 6 | Australia | (Athletic) |

| Napier 26 agosto 1972 | Hawkes Bays | – | Australia XV |  |

| Dunedin 5 agosto 1972 | Otago | – | Australia XV |  |

| New Plymouth 12 agosto 1972 | Taranaki | – | Australia XV |  |

| Christchurch 2 settembre 1972 | Nuova Zelanda | 30 – 17 | Australia |  |

| Auckland 16 settembre 1972 | Nuova Zelanda | 38 – 3 | Australia | (Eden Park) |

| Suva 19 settembre 1972 | Figi | 19 – 21 | Australia |  |